# Belgischer Kreisel

Animation: sechs Fahrer im Belgischen Kreisel

Belgischer Kreisel (auch Belgische Reihe) bezeichnet beim Radsport eine Formation, die einer Gruppe von Radfahrern durch effektives Ausnutzen des Windschattens und Ablösen bei der Führungsarbeit eine energiesparende Fahrweise ermöglicht. Diese Form des Formationsfahrens wurde in Belgien entwickelt, wo Radsportler ständig mit starken und wechselnden Winden rechnen müssen. Häufig sind diese Formationen bei Ausreißergruppen und in Mannschaftszeitfahren zu sehen.

## Ablauf
Der Belgische Kreisel besteht aus zwei Einzelreihen, die sich gegeneinander bewegen, das heißt, eine Reihe fährt schneller, die andere (abgelöste Fahrer) etwa 2 km/h langsamer. Am Anfang der Formation wechselt der jeweils Führende der schnelleren Reihe zur Seite in die langsamere, sobald er mit seinem Hinterrad vollständig am Vorderrad des Führenden dieser Reihe vorbeigezogen ist. Am Ende der Formation wechselt der letzte Fahrer der Reihe der abgelösten Fahrer hinüber an das Hinterrad des letzten Fahrers der schnelleren Reihe. Dadurch „kreiselt“ die Formation insgesamt.
Eine Gruppe erfahrener Fahrer berücksichtigt beim Belgischen Kreisel auch den Windeinfallswinkel. Bei seitlichem Windeinfall fahren die Fahrer seitlich versetzt, wobei das Vorderrad sich im Mittel etwa zwischen Schaltung und Tretlager des Vordermannes befindet. Dabei kreiseln sie so, dass die nach vorn fahrende Reihe auf der windabgewandten Seite fährt. Dadurch wird vermieden, dass der Fahrer, der aus der Führung geht, noch um das Vorderrad seines Nachfolgers „herumfahren“ muss. Dazu müsste er nämlich kurz beschleunigen und im richtigen Moment die Seite wechseln – eine Technik, die ein eingespieltes Team erfordert (sogenanntes „Über-Kopf-Ablösen“). Ändert sich die Seite, von der der Wind schräg einfällt, im Streckenverlauf, so muss ggf. die Drehrichtung des Kreisels gewechselt werden.
Durch diese Fahrweise werden die Führungsarbeit und das Windschattenfahren gleichmäßig zwischen den Fahrern des Kreisels verteilt. Der Luftwiderstand durch hohe Geschwindigkeiten und starken Gegenwind wirken nur auf jeweils zwei Fahrer gleichzeitig. Der Ablauf sollte idealerweise flüssig sein. Oft reduzieren die „Abfallenden“ ihr Tempo nicht ausreichend, so dass die schnelle Reihe genötigt wird, zu lange im Wind zu fahren oder permanent schneller zu werden.